# Thomas Auer (Eishockeyspieler)
Thomas Auer (* 5. November 1982 in Hohenems) ist ein österreichischer Eishockeyspieler, der seit 2012 beim EHC Lustenau in der Alps Hockey League spielt.

## Karriere
Thomas Auer begann seine Karriere als Eishockeyspieler beim EHC Lustenau, für den er in der Saison 1999/2000 sein Debüt in der Österreichischen Eishockey-Liga gab, wobei er in seinem Rookiejahr in 22 Spielen sechs Scorerpunkte erzielte.
Nach vier Jahren in der Profimannschaft des EHC Lustenau, verließ er diesen nach dessen freiwilligem Rückzug in die zweitklassige Nationalliga im Sommer 2003 und unterschrieb beim Erstligisten EC Supergau Feldkirch, den er jedoch nach nur einem Jahr wieder verließ.
Von 2004 bis 2006 stand der Angreifer beim EC Red Bull Salzburg (2005/06 Österreichischer Vizemeister), sowie in der Saison 2006/07 beim HC Innsbruck jeweils in der höchsten österreichischen Liga unter Vertrag.
Anschließend wurde er vom EC Dornbirn aus der Nationalliga verpflichtet, deren Meister er mit seiner Mannschaft in der Saison 2007/08 wurde und für den er bis 2012 spielte.
Danach kehrte er zu seinem Stammverein EHC Lustenau zurück, mit dem er in der Saison 2014/15 Meister der INL wurde. Die Saison 2018/19 bestritt der gelernte Stürmer als Verteidiger.
Seit 2019 läuft er als Verteidiger beim SC Hohenems zunächst viert- und ab 2021 drittklassig auf.

### International
Für Österreich nahm Auer an der U18-Junioren-B-Weltmeisterschaft 2000 sowie den U20-Junioren-B-Weltmeisterschaften 2001 und 2002 teil.

## Erfolge und Auszeichnungen
- Saison 2007/08: Meister der Nationalliga mit dem EC Dornbirn
- Saison 2014/15 Meister der INL mit dem EHC Lustenau